# Tafamunter Augstenberg
Tafamunter Augstenberg är en bergstopp i Österrike.   Den ligger i distriktet Bludenz och förbundslandet Vorarlberg, i den västra delen av landet, 500 km väster om huvudstaden Wien. Toppen på Tafamunter Augstenberg är 2 372 meter över havet, eller 28 meter över den omgivande terrängen. Bredden vid basen är 0,09 km.
Terrängen runt Tafamunter Augstenberg är huvudsakligen bergig, men åt nordost är den kuperad. Närmaste större samhälle är Schruns, 14,8 km nordväst om Tafamunter Augstenberg. 
Trakten runt Tafamunter Augstenberg består i huvudsak av gräsmarker. Runt Tafamunter Augstenberg är det ganska glesbefolkat, med 28 invånare per kvadratkilometer.